# فرانسيس غيرترود ماكغيل
فرانسيس غيرترود ماكغيل (18 نوفمبر 1882 - 21 يناير 1959)، طبيبة وباحثة كندية وأخصائية في علم التشريح المرضي الشرعي وأخصائية في أمراض التحسس وعلم الجريمة، تخرجت من كلية الطب في جامعة مانتيوبا في عام 1915، وانتقلت بعدها إلى مقاطعة ساسكاتشوان لتصبح أخصائية علم الأحياء الدقيقة في المقاطعة وبعدها أخصائية علم التشريح المرضي في المقاطعة، عملت ماكغيل مع الشرطة الملكية الكندية لأكثر من ثلاثين عاماً حيث أجرت فحوصات الطب الشرعي في جميع أنحاء المقاطعة، وكان لها دور فعال في إنشاء أول مختبر جنائي في كلية الطب الشرعي في المقاطعة، وتولَّت إدارة هذا المختبر لمدة ثلاث سنوات، أصبحت ماكغيل معروفة على نطاق دولي واسع بخبرتها في علم التشريح المرضي الشرعي، حتى أنَّها لُقبت بشرلوك هولمز ساسكاتشوان.
بالإضافة لعملها في علم التشريحي المرضي الجنائي، أجرت ماكغيل تدريباً سريرياً في اختصاص أمراض التحسس، ومُنحت الترخيص لمزاولة هذا الاختصاص وكان الأطباء من مختلف أنحاء مقاطعة ساسكاتشوان يُحيلون مرضاهم إليها.
تقاعدت ماكغيل في عام 1946 من عملها مع الشرطة الملكية الكندية، وتكريماً لها على خدمتها الطويلة عيَّنها وزير العدل الكندي برتبة جرَّاح فخري في قوات الشرطة الكندية، ورغم تقاعدها استمرَّت في العمل كمستشارة للشرطة الكندية الملكية حتى وفاتها، تكريماً لذكراها تمَّ إطلاق اسم ماكغيل على بحيرة في شمال مقاطعة ساسكاتشوان.

## حياتها المبكرة وتعليمها
ولدت فرانسيس غيرترود ماكغيل في 18 تشرين الثاني نوفمبر 1882، والدها هو إدوارد ماكغيل والذي هاجرت عائلته من إيرلندا إلى كندا عام 1819، وأمها هنريتا ويغمور وهي من أصل إيرلندي أيضاً ، كان الأب ناشطاً سياسياً في حين أنَّ الأم عملت كمدرسة في كندا وإيرلندا، وكان لفرانسيس شقيقان أكبر منها هما هربرت وهارلولد وشقيقة واحدة هي مارغريت، أصبح هارولد طبيباً وخدم كضابط خلال الحرب العالمية الأولى، بينما أصبحت مارغريت ممرضة وانضمت أيضاً للفرقة الطبية في الجيش الكندي خلال الحرب.
في أيلول سبتمبر من العام 1900 أصيب والدا ماكغيل بالتيفوئيد وتوفيا خلال عشرة أيام، وتولى الأخ الأكبر هربرت إدارة مزرعة الأسرة حتى أكمل إخوته الصغار تعليمهم.
بدأت ماكغيل دراستها في مدرسة وينيبيغ وحصلت على العديد من المنح لتمويل تعليمها، ورغم أنَّها فكرت في البداية في أن تصبح محامية ولكنَّها قررت في النهاية أن تدرس الطب بدلاً من ذلك ، وفي عام 1915 تخرَّجت من كلية الطب في جامعة مانيتوبا وحصلت على المرتبة الأولى، وكانت إحدى أوائل طالبات الطب اللواتي تخرجن من هذه الجامعة، وقضت ماكغيل فترة تدريبها السريري في مستشفى وينيبيغ العام.

## المهنة

### أخصائية علم الجراثيم
اشتهرت ماكغيل بعملها في اختصاص علم الجراثيم والأحياء الدقيقة، وأصبحت أخصائية علم الجراثيم في قسم الصحة في مقاطعة ساسكاتشوان في عام 1918 ، وكانت قائدة الفريق المحلي المسؤول عن مواجهة جائحة الإنفلونزا الإسبانية عام 1918، حيث أنتجت أكثر من 60 ألف لقاح لسكان مقاطعة ساسكاتشوان [1]، كما أنَّها عالجت الجنود العائدين من الحرب العالمية الأولى المصابين بالأمراض التناسلية المنقولة بالجنس :5–7، وساهمت في نشر التحاليل المخبرية والطرق الحديثة للكشف عن مرض الزهري.

### أخصائية علم التشريح المرضي
أصبحت ماكغيل أخصائية علم التشريح المرضي لمقاطعة ساسكاتشوان في عام 1920، وبعد ذلك بعامين أصبحت مديرة لمختبر التشريح المرضي في المقاطعة، تعاملت خلال هذه الفترة مع حالات الوفاة المشبوهة، وعملت مع قوات الشرطة المحلية والشرطة الملكية الكندية، وكان هذا العمل كثيراً ما يتطلب السفر في جميع أنواع الطقس وإلى جميع البيئات، وقد استخدمت أحياناً عربة ثلج أو زلاجة أو طائرة عائمة للوصول إلى مسرح الجريمة، ففي عام واحد فقط قامت بأكثر من ثلاثة وأربعين رحلة للتحقيق في الجرائم الجنائية، بعضها إلى المواقع الشمالية النائية في الدائرة القطبية الشمالية:8.
اكتسبت ماكغيل سمعة طيبة وشهرة كبيرة بين ضباط الشرطة والتحقيق الجنائي بفضل دقتها ومهارتها العلمية، ويقال إنَّ شعارها الشخصي كان «فكِّر كرجل وتصرَّف كامرأة واعمل ككلب»، وكانت ماكغيل معروفة أيضاً بمواجهتها للمواقف الإجرامية البشعة من خلال الحفاظ على روح الدعابة، وأصبحت ماكغيل معروفة على نطاق واسع لدى الجمهور الكندي، ولقبت بشيرلوك هولمز ساسكاتشوان.
خلال فترة الكساد الكبير في ثلاثينيات القرن العشرين استخدمت ماكغيل قدراتها الإدارية والقيادية لتسيير عمل فريقها الطبي في مقاطعة ساسكاتشوان مع موارد مالية أقل بكثير وعدد موظفين أصغر بكثير، وفي عام 1933 استمرَّت بالعمل بميزانية قدرها 17 ألف دولار وأنجزت الأعمال التي كانت تكلفها عادة أكثر من 122 ألف دولار، تطوعت ماكغيل للعمل لمئات الساعات الإضافية المسائية أو في عطلات نهاية الأسبوع، وساعدت الشرطة الملكية الكندية في إنشاء أول مختبر رسمي للطب الشرعي والتحقيق الجنائي والذي افتتح في عام 1937، ومع ذلك ورغم خبرتها الكبيرة في مجال الطب الشرعي لم تُمنح منصب مدير المختب، وعلى مدى السنوات القليلة المقبلة ركزت ماكغيل على مشاريع وأعمال أخرى مثل تطوير مصل مضاد لمرض شلل الأطفال، وتخصصت في أمراض التحسس، واشتهرت في هذا المجال حتى أصبح الأطباء من جميع أنحاء المقاطعة يرسلون مرضاهم إليها، وبسبب عدد المرضى الكبير والضغط المتزايد عليها قامت بفتح عيادة خاصة لأمراض التحسس في منزلها [1].
تقاعدت ماكغيل من عملها الطبي في 17 نوفمبر تشرين الثاني 1942، ومع ذلك فقد واصلت العمل في عيادتها الخاصة لأمراض الحساسية لمدة يومين في الأسبوع، وقضت المزيد من الوقت في أنشطتها الخارجية ورحلاتها مع الأصدقاء.

### مختبر الطب الشرعي
في عام 1943 توفي مدير مختبر الطب الشرعي التابع لقوات الشرطة الكندية الملكية في حادث طائرة، وتمَّ استدعاء ماكغيل لتكون بديلاً له ، وقد قبلت هذا المنصب بشرط أن يكون دوامها جزئي لتستطيع مواصلة العمل في عيادة أمراض الحساسية الخاصة بها، كما قدمت محاضرات وتدريبات في علم التشريح المرضي وعلم السموم لضباط الشرطة والتحقيق الجُدد، وساهمت بتلقينهم مهارات التدريس المتعلقة بفحص عينات الدم، وتفحُّص مسرح الجريمة، وجمع الأدلة والحفاظ عليها بشكل صحيح، ودائماً ما كانت تنصح طلابها وتؤكد على أهمية الشك والتفكير النقدي: «لا تصدقوا جميع شهادات الوفاة التي ترونها».

### التقاعد والاستشارات الخاصة
تقاعدت ماكغيل رسمياً من إدراة مختبر الطب الشرعي التابع للشرطة الكندية الملكية في 16 يناير كانون الثاني 1946، وكتكريم لها على مسيرتها الحافلة منحها وزير العدل الكندي لويس سانت لوران لقب جرَّاح فخري في قوات الشرطة الكندية، وكانت أول امرأة تحصل على هذا اللقب وأول طبيبة يتم الاعتراف بها كعضو في الشرطة الكندية، ورغم تقاعدها فقد استمرَّت ماكغيل بتقديم الاستشارات الخاصة لصالح مختبر الطب الشرعي، وأحياناً ما كانت تلقي المحاضرات أو تقوم بالامتحانات لضباط ومحققي الشرطة، وكان أسلوبها العلمي واضحاً وشاملاً لدرجة أنَّ ملاحظاتها قد جمعت ضمن كتاب تعليمي مرجعي عام 1952.
بلغت شهرة ماكغيل وسمعتها الآفاق، باعتبارها واحدة من النساء القليلات اللواتي عملن في مجال الطب الشرعي والتحقيق الجنائي داخل كندا وخارجها، وفي عام 1945 عُرضت عليها وظيفة أخصائية علم التشريح المرضي في إحدى جامعات إنكلترا ولكنها رفضتها في النهاية، وبعد ذلك بسنوات قليلة سافرت إلى إنجلترا وزارت سكوتلاند يارد حيث سُمح لها بتفتيش مختبرات الطب الشرعي الخاصة بالشرطة الإنكليزية:39.

### منهجها في العمل
مازالت العديد من الحالات النادرة والقضايا الجنائية الغريبة تحمل اسم ماكغيل:127، واشتهرت ماكغيل بأنَّها دقيقة في عملها لإثبات ذنب المشتبه فيه أو براءته، فمثلاً في عام 1933 قامت بنفسها بتجميع جمجمة ضحية محطمة إلى عشرات القطع من أجل الكشف عن ثقبة ناتجة عن رصاصة مسدسة، وفي قضية Elzie Burden عندما اشتُبه بعامل مهاجر بالقتل كانت هي من أثبت أن شاباً محلياً هو القاتل الحقيقي، وفي قضية ويلكي عام 1934 كانت شهادتها أمام المحكمة هي التي ثبَّتت تهمة القتل على زوجين قاما بتسميم ابنهما بغاز أول أكسيد الكربون:129–131 .
سمحت لها خبرتها الكبيرة بحل العديد من الجرائم التي عجز عنها الآخرون، فخلال عام واحد أجرت ماكغيل فحوصات لثلاثة عشر جثة تم استخراجها واكتشفت أنَّ خمسة من الجثث كانوا ضحايا جرائم قتل، وفي قضية بران مافن التي لم يشتبه أحدٌ في البداية على أنَّها جريمة ساعدت ماكغيل في إثبات أن امرأة سمَّمت العديد من أقاربها وقتلتهم:136.

## حياتها الشخصية
لم تتزوج ماكغيل لأنَّها اختارت أن تخصِّص وقتها وجهودها لحياتها المهنية، وكانت تفضِّل ألا تناقش حياتها الشخصية بتفصيل كبير، لكنَّ الكثير من معارفها وأقاربها يعتقدون أنَّها فقدت ذات مرة صديقاً حميماً لها في إحدى معارك الحرب العالمية الأولى ، ومع ذلك فقد قضت ماكغيل وقت فراغها مع إخوتها وأخواتها وأقاربها كلَّما كان ذلك ممكناً، وفي الفترة الممتدة بين أعوام 1931-1933 عاش معها ابن أخيها إدوارد في ريجينا، وكان دائماً ما يشير إلى إرشاداتها ونصائحها التي تركت تأثيراً كبيراً على حياته ، ولاحقاً أمضت ماكغيل الكثير من إجازات أعياد الميلاد إجازات مع إدوارد وعائلته لأنها كانت محبوبة وتحظى بشعبية كبيرة مع أطفاله بسبب قصصها المثيرة ومغامرتها التي كانت ترويها لهما.
في عام 1917 فازت ماكغيل بجائزة الرمي بالبندقية للنساء، وخلال الحرب العالمية الثانية دعمت ماكغيل المجهود الحربي الكندي من خلال حياكة الجوارب الصوفية للجنود الذين كانوا يقاتلون في أوروبا:142، وكانت عضواً في جمعية ساسكاتشوان الطبية، وعضواً في الكلية الكندية للأطباء والجراحين [10] [18]، ونادي سيدات الأعمال الكنديات، ونادي ريجينا النسائي الكندي :142، وسافرت ماكغيل إلى الكثير من دول العالم، فزارت نيوزيلندا وأستراليا وجنوب إفريقيا والمكسيك وجزر الهند الغربية والعديد من دول أوروبا:142، وكان لديها أصدقاء وأقارب في العديد من تلك الدول.

## موتها والإرث الذي تركته
توفيت ماكغيل في 21 يناير 1959 في وينيبيغ بعد صراعٍ طويل مع سرطان الثدي والرئة:150 ، وبعد موتها حرقت جثتها ونشر رمادها في وادي الكرز في مانيتوبا، وأطلق اسمها على البحيرة الواقعة في شمال ساسكاتشوان.
لا تزال العديد من طرق التحقيق الجنائي والكشف في الطب الشرعي التي ابتدعتها ماكغيل تُستخدم في تحقيقات الشرطة الحديثة في جميع أنحاء العالم، وشكَّلت أسساً لعلوم الطب الشرعي الجديدة، وفي عام 2014 كانت ماكغيل من بين المرشحين المقترحين لإدراج اسمها وصورتها في العملة الكندية الجديدة:152.